# Isabel de Brasil
Isabel de Brasil (Río de Janeiro, 29 de julio de 1846 - Eu, 14 de noviembre de 1921), apodada "la Redentora", fue la hija mayor del emperador Pedro II de Brasil y de la emperatriz Teresa Cristina de las Dos Sicilias y por tanto, miembro de la rama brasileña de la Casa de Braganza. Como heredera del Imperio de Brasil, recibió el título de Princesa Imperial y fue Regente del Imperio en tres ocasiones diferentes, en una de ellas, firmó la Ley Dorada, que declaró extinta la esclavitud en Brasil.

## Nacimiento e infancia
Isabel nació en el Palacio de São Cristóvão, y fue la segunda hija del emperador Don Pedro II.
Bautizada en la Capilla Imperial el 15 de noviembre de 1846, su nombre fue dado en honor de su abuela materna, la reina María Isabel de las Dos Sicilias. Tuvo como padrinos el rey consorte Fernando II de Portugal y la reina de las Dos Sicilias.
Con la prematura muerte de sus hermanos Alfonso y Pedro, Isabel se convirtió en la heredera de la corona. El reconocimiento oficial como la sucesora y heredera del padre se celebró el 10 de agosto de 1850, cuando la Asamblea General, reunida en el Palacio del Senado a las 11 de la mañana, proclamó la heredera al trono, de conformidad con los artículos 116 y 117 de la Constitución del Imperio.
El 29 de julio de 1860 Isabel cumplió 14 años y, según el artículo 106 de la Constitución Imperial, tomó el juramento de "mantener la religión católica romana, observar la Constitución política de la nación brasileña y ser obedientes a las leyes y el Emperador".

## Educación
Con el fin de prepararla para su papel, Pedro II comenzó a interesarse por la formación de la futura emperatriz. Desde el principio, sin embargo, el emperador comenzó entendimientos para dar una institutriz a sus hijas. Por recomendación de Francisca de Braganza, la tía de las princesas, fue elegida la condesa de Barral, la hija del embajador Domingos Borges de Barros, vizconde de Pedra Branca y esposa del noble francés, el conde de Barral, considerada por la mayoría de los autores como el gran amor del emperador Pedro II. La condesa comenzó sus funciones en septiembre de 1855.
En São Cristovão, para mitigar el ambiente cargado de estudios y deberes, pequeñas piezas teatrales fueron protagonizadas por las princesas y sus amigos de la infancia (entre ellos algunos hijos de los esclavos). La proximidad de la princesa con los negros, desde la primera infancia, podría explicar su futura inclusión en el movimiento abolicionista. El tema no ha sido debidamente estudiado por la historiografía brasileña.
Sobre la influencia de su padre, el estudio de las ciencias, en particular de la química, ocupó un papel primordial en la educación de Isabel. También sentía un profundo interés en cuestiones relacionadas con el desarrollo de la educación en el país, especialmente la educación pública, como lo demuestra en su discurso del trono como regente del Imperio el 1 de febrero de 1877.

## Matrimonio
Los preparativos para su matrimonio comenzaron en la década de 1860. Por recomendación de su tía, Francisca de Braganza (hija de Pedro I), princesa de Joinville, en Francia, llegaron a Brasil dos primos, los príncipes Gastón de Orleans, conde de Eu y Luis Augusto de Sajonia-Coburgo-Gotha, nietos de Luis Felipe I de Francia, sobrinos nietos del rey Leopoldo I de Bélgica, sobrinos del rey Fernando II de Portugal y los sobrinos segundos de la reina Victoria del Reino Unido.

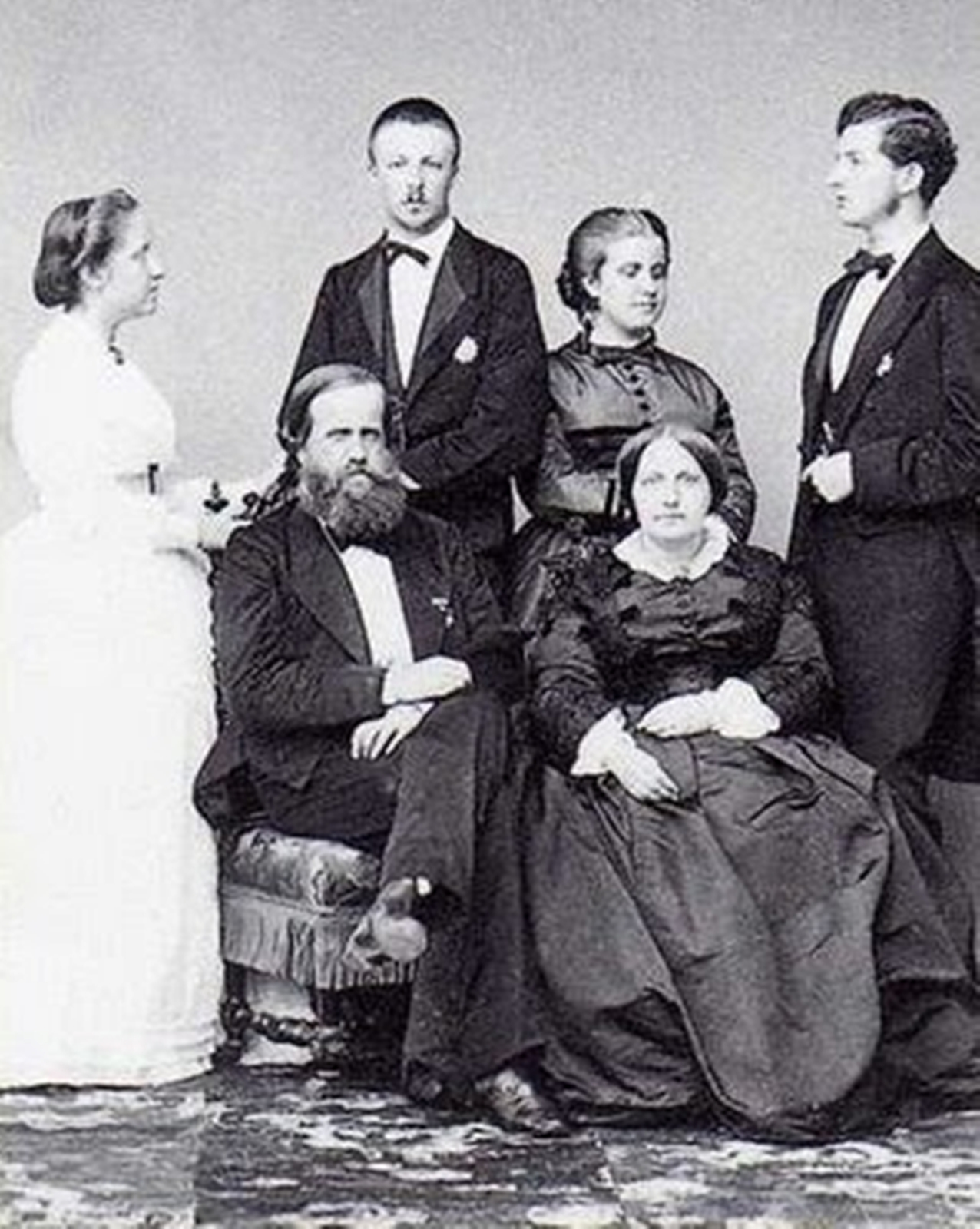
De izquierda a derecha: la princesa Isabel, el Emperador Don Pedro II, el conde de Eu, la princesa Leopoldina, la Emperatriz Teresa Cristina y el Duque de Sajonia.

El emperador había tratado por sus ministros, el matrimonio de la princesa Isabel, heredera al trono, con el duque Luis Augusto de Sajonia-Coburgo-Gotha, el segundo hijo de Augusto de Sajonia-Coburgo-Gotha y de la princesa Clementina de Orleans; mientras que su primo, Gastón, el conde de Eu, hijo de Luis de Orleans, duque de Nemours y de la princesa Victoria de Sajonia-Coburgo-Kohary, se le prometió a la princesa Leopoldina. Cuando los príncipes se presentaron, Isabel se sintió fascinada por el conde de Eu, mientras que Leopoldina estaba encantada por el duque de Sajonia. Así que pidieron a sus padres el permiso para el intercambio de pretendientes. Tanto el emperador como la emperatriz eran favorables a las bodas movido por el amor más allá de las cuestiones dinásticas —porque, en su propio caso, se había producido un choque inicial— y por lo tanto dieron su consentimiento. El 18 de septiembre de 1864 el príncipe Gastón pidió a la princesa imperial de Brasil en matrimonio.
La boda tuvo lugar en la Capilla Imperial, en Río de Janeiro, 15 de octubre de 1864. El mismo día la pareja se fue de luna de miel a Petrópolis, y el 10 de enero de 1865 seguirían hacia Europa, donde la princesa conoció a su familia política.
Después de la guerra del Paraguay, donde el conde de Eu tomó el mando de las tropas brasileñas, la pareja hizo otro viaje a Europa para visitar a Leopoldina, enferma (la duquesa de Sajonia murió de tifus el 7 de febrero de 1871). En el mismo año Pedro II hizo su primer viaje a Europa e Isabel se hizo cargo de la regencia, a los 24 años. El 28 de septiembre la princesa imperial regente sancionó la llamada "Ley del Vientre Libre", lo que hizo libres a los hijos de esclavos nacidos después de esa fecha.
La aparente esterilidad de la princesa era un motivo de preocupación para todos. La princesa Isabel quedó embarazada durante su viaje a Europa; sin embargo, la ley brasileña requería que los herederos imperiales nacieran en Brasil y, por tanto, Isabel regresó a Río cuando estaba en el octavo mes de embarazo. Ya en Brasil, Isabel dio a luz a una niña muerta, el 28 de julio de 1874 en el Palacio Isabel (hoy Palacio Guanabara), bautizada in articulo mortis con el nombre de Luisa.
Por último, el 15 de octubre de 1875, al celebrar los once años de matrimonio, nació en Petrópolis Pedro de Alcántara, el príncipe de Grão-Pará.
El 26 de enero de 1878 nació Luis Felipe. Ese mismo año la pareja se mudó a Francia. El 9 de agosto de 1881 nació el tercer y último hijo, Antonio Gastón. El mismo año la familia volvería a vivir en Brasil.

## Postura política
Liberal, la princesa se unió a los partidarios de la abolición de la esclavitud. Apoyó a artistas y políticos jóvenes, aunque el movimiento abolicionista muchas llamadas se alió con el movimiento republicano. Financió la emancipación de los exesclavos con su propio dinero y apoyó a la comunidad del Quilombo de Leblon, que cultivaban camelias blancas, un símbolo del abolicionismo. Incluso recibiría fugitivos en su casa en Petrópolis.
En virtud del artículo 46, Capítulo 3 del Título IV de la Constitución brasileña de 1824: los príncipes de la Casa Imperial son senadores por derecho, y ocuparán silla en el Senado tan pronto como alcancen la edad de veinticinco años. Así, en 1871, Isabel Leopoldina se convirtió en la primera mujer en ocupar el cargo de senador en Brasil.

El juramento de la Princesa Imperial doña Isabel, como regente del Imperio del Brasil.

El 30 de junio de 1887 asumió la regencia del imperio, por tercera vez desde que su padre se vio obligado a salir para recibir atención médica en Europa. La abolición provocó una fuerte oposición entre los agricultores propietarios de esclavos. Las relaciones entre la regente y el Consejo de Ministros conservadores fueron tensas. La princesa se unió al movimiento popular, mientras que el barón Cotegipe (presidente del Consejo de Ministros) abogó por el mantenimiento de la esclavitud. En el discurso del trono, 1888, Isabel dijo que con un corazón jubiloso: "Confío en que no dudaréis en eliminar del derecho patrio la única excepción que en él figura...".
El 13 de mayo de 1888, se produjo la votación final del proyecto para abolir la esclavitud. Segura de la victoria, la regente bajó de Petrópolis, ciudad de montaña, al Palacio Imperial para esperar el momento de firmar la Ley Áurea. Ella utilizó una pluma de oro hecha especialmente para la ocasión, recibiendo la aclamación del pueblo de Río de Janeiro. El Jornal da Tarde, del 15 de mayo de 1888, informó que "a sabiendas de que ya fue sancionada la grandiosa Ley, la gente que se habían reunido frente al Palacio llamó a Su Alteza, quien apareció en la ventana y fue aclamada con entusiasmo." Las galerías del palacio estaban llenas, y en vítores y aplausos de una multitud estimada en 10 000 personas, Isabel firmó la ley, aprobada por el Parlamento del Imperio.
El 28 de septiembre el papa León XIII le envió las insignias de la Rosa de Oro, en reconocimiento por la abolición de la esclavitud. Esta insignia papal simboliza el reconocimiento del papa a un acto notable que merecía el regocijo de toda la Iglesia.

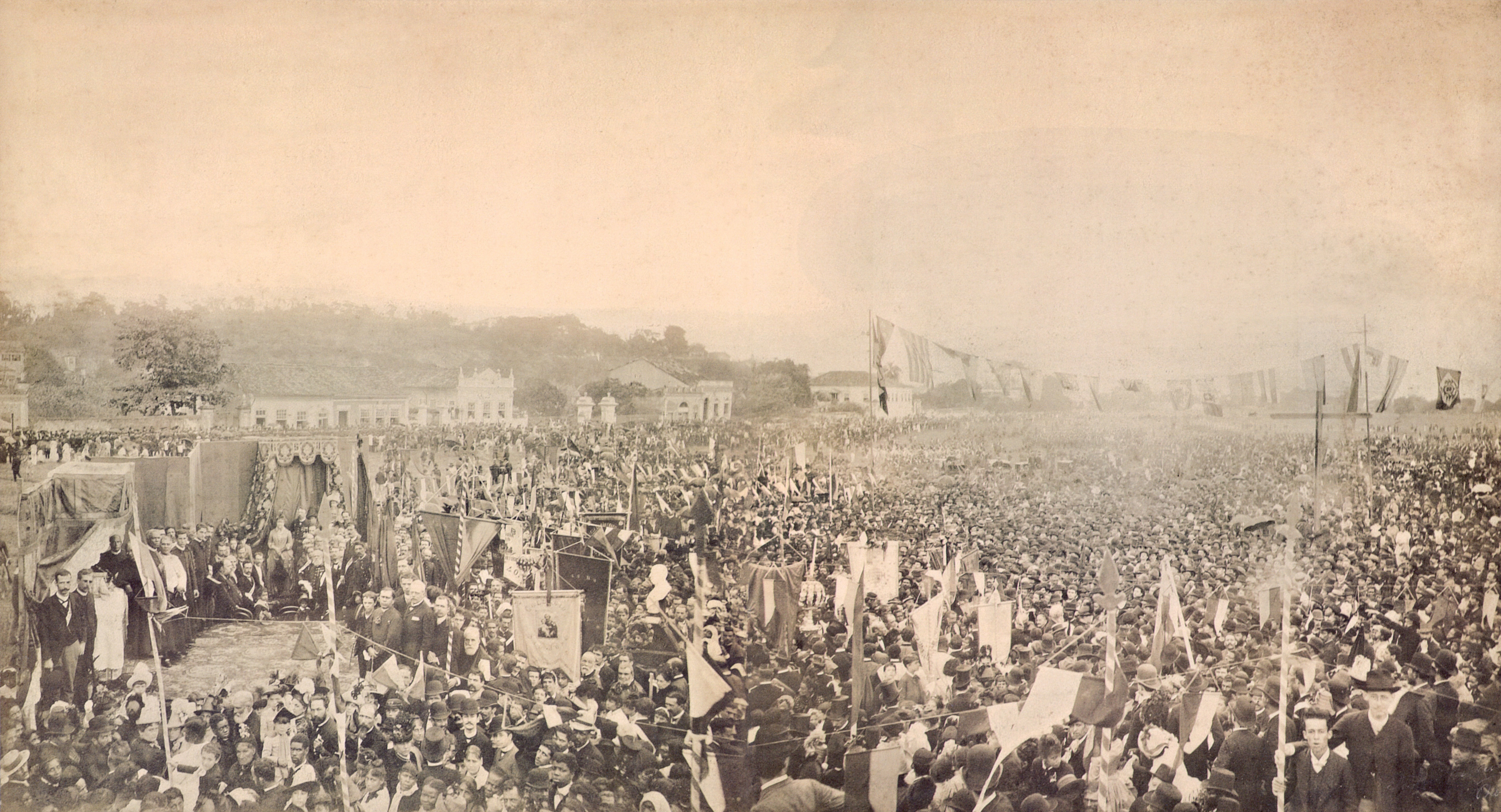
Misa de acción de gracias por la abolición de la esclavitud en Brasil. A la izquierda, bajo un dosel, hay la presencia de la princesa imperial regente Isabel y su marido, el conde de Eu. (Río de Janeiro, 17 de mayo, 1888).

## La República y el exilio
Como resultado, poco más de un año después de ser testigo del júbilo popular con la abolición de la esclavitud, Isabel vería la extinción de la monarquía en Brasil. Inflados por los positivistas radicales y con el apoyo de los agricultores, los militares derrocaron al gabinete del vizconde de Ouro Preto y establecieron una dictadura republicana. Isabel, con 43 años de edad, siguió a su familia al exilio en la mañana del 17 de noviembre de 1889, dos días después del golpe que llevó a la República. La mañana de la salida al exilio era lluviosa y el mar estaba revuelto, con graves riesgos para los buques. Pedro II sufría una diabetes aguda y se embarcó, con dificultad, con el apoyo de su médico personal, el Dr. Mota Maia, que tomó su viaje con la familia imperial. Hubo quienes quisieron reaccionar, como fue el caso del almirante Tamandaré, pero Pedro II se negó cualquier reacción y de forma pacífica abandonaron el país.
Con la muerte de su padre en 1891, se convirtió en jefa de la Casa Imperial de Brasil y la primera en la línea de sucesión al trono desaparecido, siendo considerada, legalmente, "Su Majestad Imperial, Doña Isabel I, por la Gracia de Dios, y Aclamación unánime del pueblo, la Emperatriz Constitucional y la Defensora Perpetua del Brasil."

Con familiares y amigos, entre 1911 y 1914.

A pesar del dolor del exilio, Isabel tuvo una vejez tranquila, instalada en el castillo de la familia en el pueblo de Eu, en Normandía, propiedad de Gastón de Orleans (Castillo de Eu). Rodeada de hijos y nietos, hizo de su hogar una embajada informal de Brasil. Pasó los últimos años de vida con dificultades de movilidad. En 1920 tuvo la felicidad de saber que la ley que prohibía el regreso de la familia imperial de Brasil había sido revocada por el presidente Epitacio Pessoa.
Exiliada, despojada, con una salud frágil, muy conmovida por la muerte de sus dos hijos (Antonio, en 1918, y Luis, 1920), la princesa Isabel murió el 14 de noviembre de 1921. Fue enterrada en el cementerio de la ciudad, de donde se transfieron sus restos el 6 de julio de 1953, a través de un depósito en el Mausoleo de la Catedral Imperial de Petrópolis.

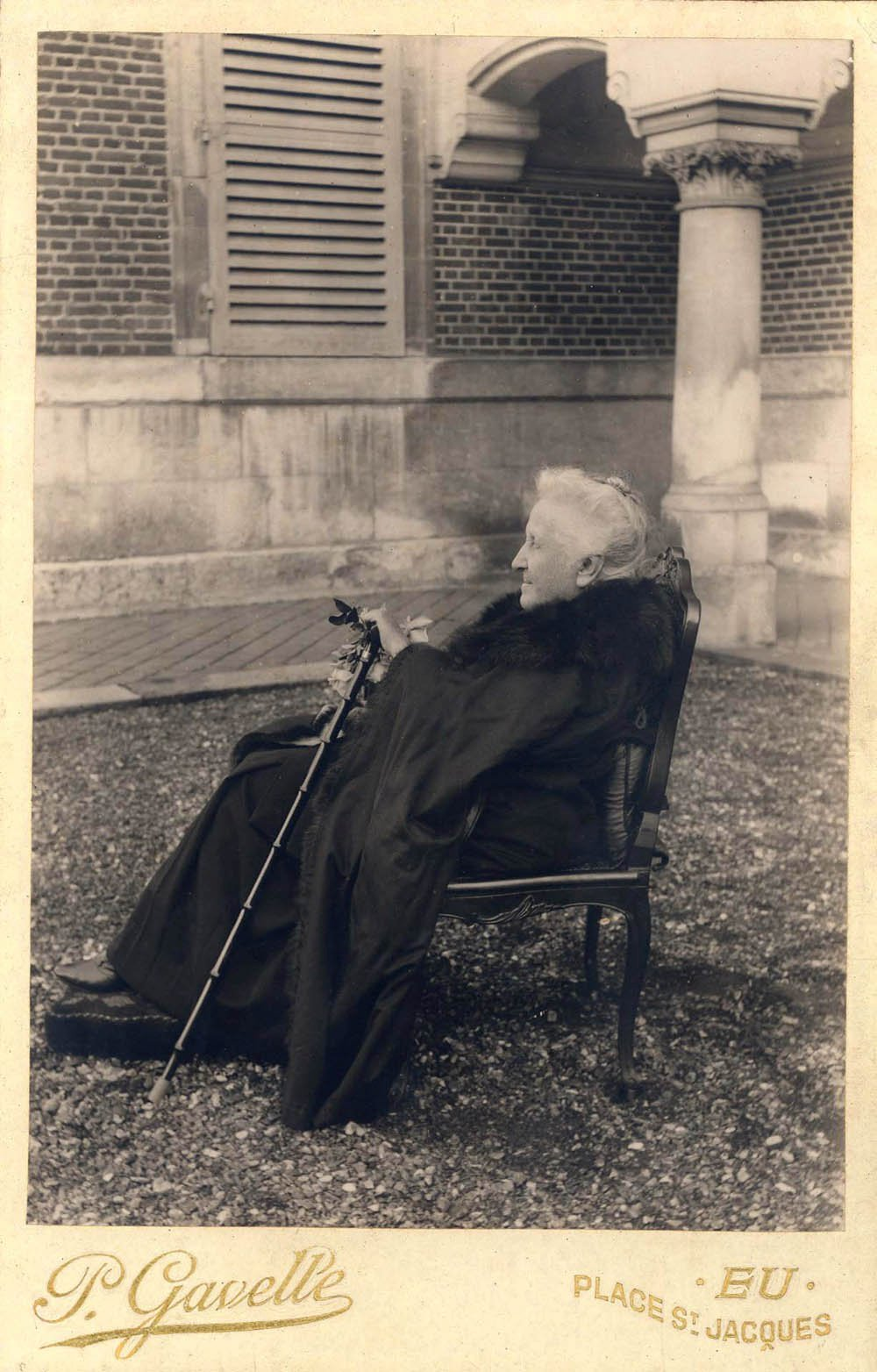
Doña Isabel en su último año de vida.

## Descendencia
- Luisa Victoria de Orleans-Braganza, princesa de Brasil e princesa de Orleans-Braganza (Río de Janeiro, 28 de julio de 1874), nacida muerta.
- Pedro de Alcântara de Orleans y Braganza, príncipe de Grão-Pará (1875-1891), príncipe imperial de Brasil (1891-1908) y príncipe titular de Orleans-Braganza (1909-1940) (Petrópolis, 15 de octubre de 1875 - Petrópolis, 29 de enero de 1940).
- Luis Felipe de Orleans y Braganza, príncipe de Orleans-Braganza (Petrópolis, 26 de enero de 1878 - Cannes, 26 de marzo de 1920).
- Antonio Gastón de Orleans y Braganza, príncipe de Brasil y príncipe de Orleans-Braganza (París, 9 de agosto de 1881 - Edmonton, 29 de noviembre de 1918).

## Títulos y tratamientos
| ● 29 de julio de 1846-11 de junio de 1847:       | Su alteza la princesa Isabel de Brasil         |
| ● 11 de junio de 1847-19 de junio de 1848:       | Su alteza imperial la princesa imperial        |
| ● 19 de junio de 1848-9 de enero de 1850:        | Su alteza la princesa Isabel de Brasil         |
| ● 9 de enero de 1850-15 de octubre de 1864:      | Su alteza imperial la princesa imperial (1)    |
| ● 15 de octubre de 1864-14 de noviembre de 1921: | Su alteza imperial y real la princesa imperial |

1. A partir del 15 de octubre de 1864, firmaba cartas personales como Isabel, condesa de Eu.

## Distinciones honoríficas[1]
Brasileñas
- Gran maestre de la Imperial Orden de la Cruz del Sur (05/12/1891).
- Gran maestre de la Imperial Orden de Pedro I (05/12/1891).
- Gran maestre de la Imperial Orden de la Rosa (05/12/1891).
- Gran maestre de la Orden Militar de Cristo (05/12/1891).
- Gran maestre de la Orden de Santiago de la Espada (05/12/1891).
- Gran maestre de la Orden de Avis (05/12/1891).

Extranjeras
- Dama de la Real Orden de Santa Isabel (Reino de Portugal).
- 2 de enero de 1855: Dama de la Orden de las Damas Nobles de la Reina María Luisa.[2] (Reino de España)
- Dama de primera clase de la Orden de la Cruz Estrellada. (Imperio Austroahúngaro)[3]
- Dama Gran Cruz de la Imperial Orden de San Carlos (Segundo Imperio Mexicano).[4]
- Dama gran cruz de honor y devoción de la Orden de Malta.
- Rosa de Oro de la Cristiandad (Ciudad del Vaticano, 1888).

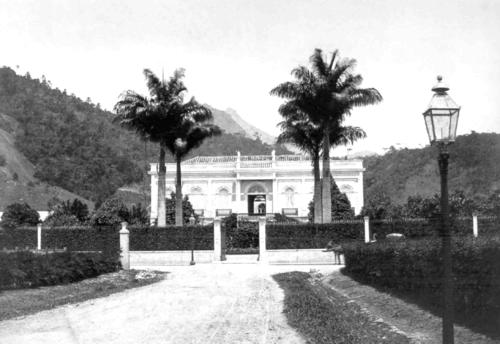
Palacio Isabel, la residencia oficial de la princesa Isabel y el Conde d'Eu Río de Janeiro, Brasil.